# Freak Scene
Freak Scene è un brano musicale dei Dinosaur Jr. del 1988.

## Descrizione
Il brano Freak Scene venne inserito nel terzo album in studio del gruppo, Bug; venne scritto e prodotto da J Mascis e registrato presso il Fort Apache Studios dagli ingegneri Paul Q. Kolderie e Sean Slade. Venne pubblicato come singolo con il brano Keep the Glove negli USA dalla SST Records, dalla Blast First nel Regno Unito e dalla Normal in Germania. Venne realizzato anche un video musicale per promuovere il singolo.
Nel 2005 il brano venne ripubblicato nel Regno Unito in un nuovo singolo con il brano Bulbs of Passion al posto di Keep the Glove.

## Tracce

### Edizione 1988
1. Freak Scene – 3:35 (J Mascis)
2. Keep the Glove – 2:47 (J Mascis)

### Edizione 2005
1. Freak Scene – 3:35 (J Mascis)
2. Bulbs of Passion – 4:16 (J Mascis)